# Флевелинг, Линн
Линн Флевелинг (англ. Lynn Flewelling; родилась 20 октября 1958) — американская писательница-фантаст.

## Биография
Флевелинг родилась 20 октября 1958 года в городе Преск-Айл штата Мэн, США.
Училась в местном Университете Мэна. Изучала английскую литературу и историю. Имеет диплом учителя.
По окончании Университета Мэна изучала в Университете штата Орегон ветеринарию, в Джорджтаунском университете — журналистику и античное искусство.
Успела поработать в разных областях — учителем, сельхозрабочим, служащим в конторе, маляром, помощником ветеринара-патологоанатома, торговцем драгоценностями, редактором и журналистом. Много путешествовала.
В настоящее время живёт в Калифорнии, изучает археологию, работает над докторской диссертацией, пишет романы.
Семья: бывший муж Дуглас Флевелинг (с 1981 г.), два сына.

## Творчество
Первая книга Флевелинг, «Месть тёмного бога», номинировалась на Compton Crook/Stephen Tall Award. Романы «Луна предателя» и «Hidden Warrior» стали финалистами премии Spectrum Award. В настоящее время книги Флевелинг переведены и изданы в 13 странах. Её произведения были высоко оценены такими писателями как Джордж Мартин, Орсон Кард, Элизабет Хэнд, Робин Хобб и Кэтрин Куртц. Права на экранизацию первых трёх книг цикла «Ночные странники» были выкуплены независимой кинокомпанией Csquared Pictures, однако съёмки ещё не начаты.
Линн Флевелинг отмечает, что на её творчество повлияли произведения Рэя Бредбери, Уильяма Фолкнера, Томаса Элиота, Гомера, Стивена Кинга, Кэрол Уотс, Уильяма Шекспира, Эрнеста Хемингуэйя, Мэри Реон, Энн Райс и Артура Конан Дойла. Также писательница восхищается работами Айзека Азимова, Клайва Льюиса, Тони Моррисон, Шерли Джексон, Элвина Уайта, Джеймса Барри и Майкла Муркока.
В своём творчестве писательница часто касается вопросов, связанных с гендером и ЛГБТ. Так, реакцией Линн на отсутствие либо маргинализованность в книгах фантастического жанра представителей ЛГБТ стало создание двух бисексуальных героев в цикле «Ночные странники». Герой «Тамирской триады» переживает смену пола и гендера.

### Романы

#### Ночные странники
- «Месть тёмного бога» (англ. Luck in the Shadows), 1996 год.
- «Крадущаяся тьма» (англ. Stalking Darkness), 1997 год.
- «Луна предателя» (англ. Traitor’s Moon), 1999 год.
- «Тени возвращаются» (англ. Shadows Return), 2008 год.
- «Белая дорога» (англ. The White Road), 2010 год.
- «Ларец душ» (англ. Casket of Souls), 2012 год.
- «Осколки времени» (англ. Shards of Time), 2014 год.

#### Тамирская триада
- «Близнец тряпичной куклы» (англ. The Bone Doll’s Twin), 2001.
- «Тайный воин» (англ. Hidden Warrior), 2003.
- «Возвращение королевы» (англ. Oracle’s Queen), 2006.

### Сочинения
- «Letter To Alexi» Prisoners of the Night, 1995
- «Метка Ворона» (англ. Raven’s Cut), 2001. Assassin Fantastic anthology, Martin Greenberg and Alex Potter, ed. DAW books.
- «The Complete Nobody’s Guide to Query Letters» Speculations, 1999, reprinted on SFWA website and in The Writer’s Guide to Queries, Pitches and Proposals by Moira Allen, Allsworth Press (2001)
- «Perfection» Elemental: The Tsunami Relief Anthology: Stories of Science Fiction and Fantasy, Steven Savile and Alethea Kontis, ed, TOR Books, 2006.
- Glimpses: A Collection of Nightrunner Short Stories[англ.] (англ.). — Three Crow Press, 2010. — ISBN 1-453-62491-0.